# Heypster-gif
Heypster-gif ou Heypster est un moteur de recherche et une base de données de GIF. Son principal produit est l’application Heypster-gif disponible sur les plates-formes iOS, macOS, iPadOS, Android, Fire OS, watchOS et visionOS. 
Ses principaux concurrents pour l’Amérique du Nord sont Giphy (propriété de Meta de 2020 à 2023, puis de Shutterstock) et Tenor (propriété de Google depuis 2018). Sur le marché européen, Heypster-gif est la première plateforme de GIF lancée. Les applications de la marque ne contiennent aucun traqueur.

## Histoire
En septembre 2020, Heypster-gif réalise une première levée de fonds de 100 000 € pour développer une plate-forme de GIF européenne et respectueuse de la vie privée.
Le 7 juillet 2021, l'application Heypster-gif devient disponible sur les plate-formes iOS et iPadOS. Une app iMessage est également lancée peu de temps après, le 29 juillet. Il s’agit d’un clavier personnalisé qui permet d'envoyer des GIF directement depuis la messagerie d’Apple via le tiroir d’apps.
Le 29 janvier 2022, la plate-forme de GIF réalise une seconde levée de fonds de 100 000 €.
Le 3 octobre 2022, Heypster-gif lance une application pour macOS qui est compatible avec les processeurs Apple Silicon et Intel. Le système d'exploitation macOS 11 est nécessaire pour faire fonctionner l’application.
Le 1er décembre 2022, Heypster-gif est lancée sur watchOS. L’application permet d’envoyer des GIF via iMessage et Mail directement depuis l’Apple Watch. Il s’agit de la première plate-forme de GIF à avoir son application sur Apple Watch, Giphy et Tenor ne sont pas présents sur watchOS. Pour partager un GIF l’application utilise la nouvelle fonctionnalité de partage étendu disponible avec le système watchOS 9.

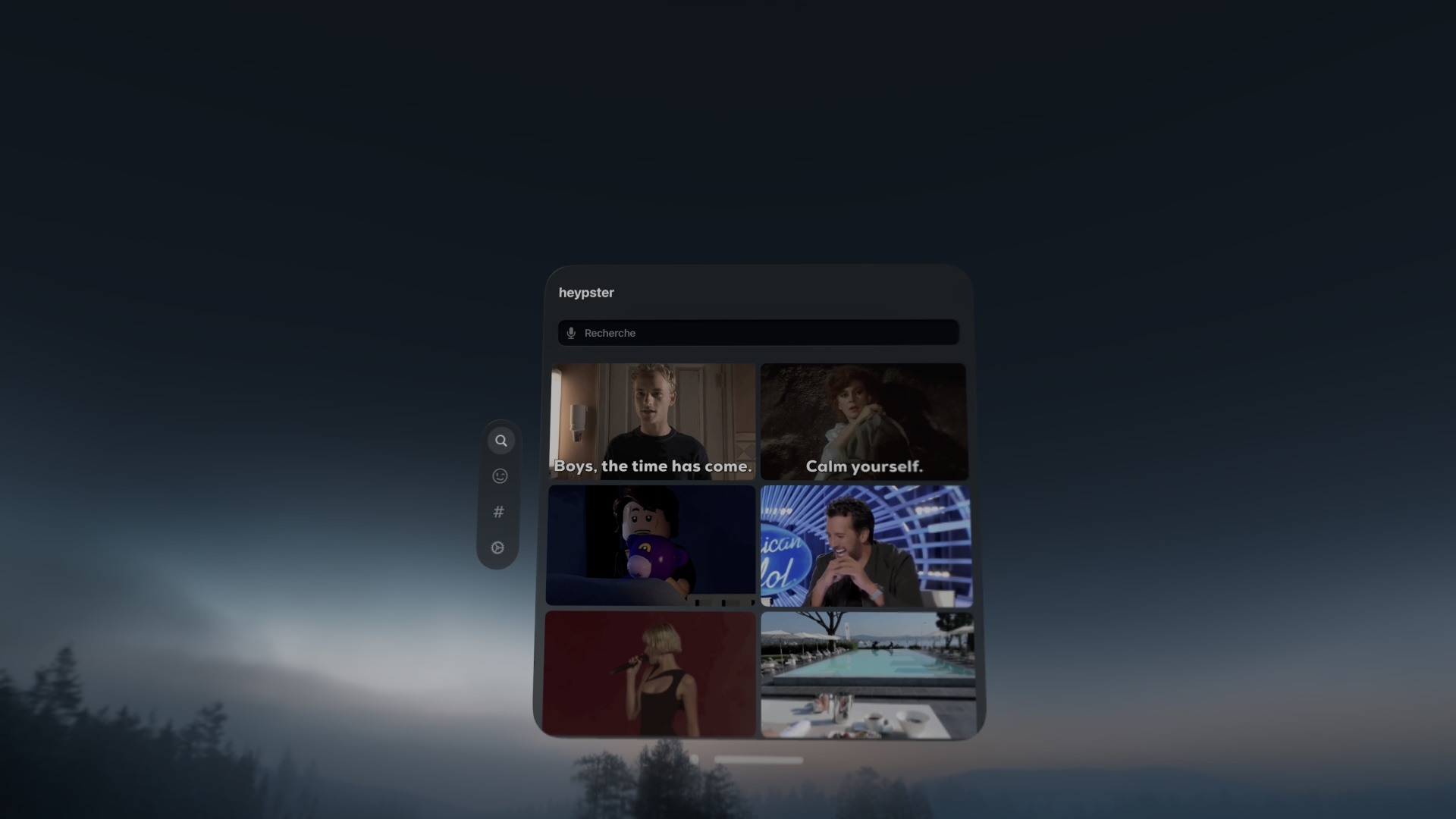
Mode sombre de heypster sur visionOS

Début 2024, Heypster-gif développe une version pour Apple Vision Pro, la plate-forme est listée parmi les applications tierces optimisées pour visionOS qui seront disponibles dès la sortie du casque le 2 février 2024,.
Le 18 janvier 2024, la version 5 de Heypster-gif est lancée sur iPhone, iPad, App iMessage, Apple Watch et Apple Vision Pro. Celle-ci apporte une nouvelle interface utilisateur, la version conçue pour visionOS et la prise en charge des fonctions d’accessibilité VoiceOver et Dynamic Type.
En mars 2024, Heypster-gif réalise une troisième levée de fonds de 140 000 €. L’objectif est d’accélérer l’intégration de la plateforme au sein des systèmes de messagerie d'entreprise.
En octobre 2024, Heypster-gif lance une nouvelle version de son application pour macOS, entièrement recodée en Swift et avec une nouvelle interface.